# Omiodes chloromochla
Omiodes chloromochla là một loài bướm đêm trong họ Crambidae.